# Chorizanthe obovata
Chorizanthe obovata Goodman – gatunek rośliny z rodziny rdestowatych (Polygonaceae Juss.). Występuje naturalnie w południowo-zachodnich Stanach Zjednoczonych – w Kalifornii. 

## Morfologia
PokrójRoślina jednoroczna dorastająca do 10–40 cm wysokości. Pędy są owłosione.
LiścieBlaszka liściowa liści odziomkowych ma odwrotnie lancetowaty kształt. Mierzy 5–25 mm długości oraz 3–10 mm szerokości. Ogonek liściowy jest owłosiony i osiąga 5–20 mm długości.
KwiatyZebrane w wierzchotki jednoramienne, rozwijają się na szczytach pędów, w kątach wewnętrznych listków okrywy (ang. phyllaries). Okwiat ma obły kształt i barwę od białej do różowej, mierzy do 4–5 mm długości.
OwoceNiełupki o soczewkowatym kształcie, osiągają 3–4 mm długości.

## Biologia i ekologia
Rośnie na wybrzeżu, w zaroślach oraz na murawach. Występuje na wysokości do 1300 m n.p.m. Kwitnie od maja do lipca.